# بول كوالسكي
بول كوالسكي (بالبولندية: Paweł Kowalski)‏ هو لاعب كرة قدم بولندي في مركز الدفاع، ولد في 10 فبراير 1937 في Pabianice ‏ في بولندا، وتوفي في 3 يونيو 2016. شارك مع منتخب بولندا لكرة القدم.

## وصلات خارجية
- بول كوالسكي على موقع قاعدة بيانات كرة القدم.إي يو (الإنجليزية)